# Ilex belizensis
Ilex belizensis är en järneksväxtart som beskrevs av Cyrus Longworth Lundell. Ilex belizensis ingår i släktet järnekar, och familjen järneksväxter. Inga underarter finns listade i Catalogue of Life.